# Givaudan
Givaudan és una fàbrica suïssa de sabors i fragàncies. Des del 2008, és l'empresa més gran del món dins del seu sector.

## Història
Givaudan va ser fundat com una companyia de perfums el 1895 a Zúric (Suïssa). L'any 1963 Givaudan va ser adquirida pel grup Roche.
L'any 1976 va tenir lloc el desastre de Seveso. Aquesta planta industrial era propietat de la companyia ICMESA (Industrie Chimiche Meda Società Azionaria), una subsidària de Givaudan. El febrer de 2002 es van indemnitzar els habitants del municipi de Seveso que havien estat exposats al núvol tòxic, no per danys físics, sinó per danys morals per l'ansietat passada durant l'accident. Givaudan, va pagar la quantitat de 103,9 milions de € pels costs de neteja i com a compensació a tots als afectats.